# 林霊素

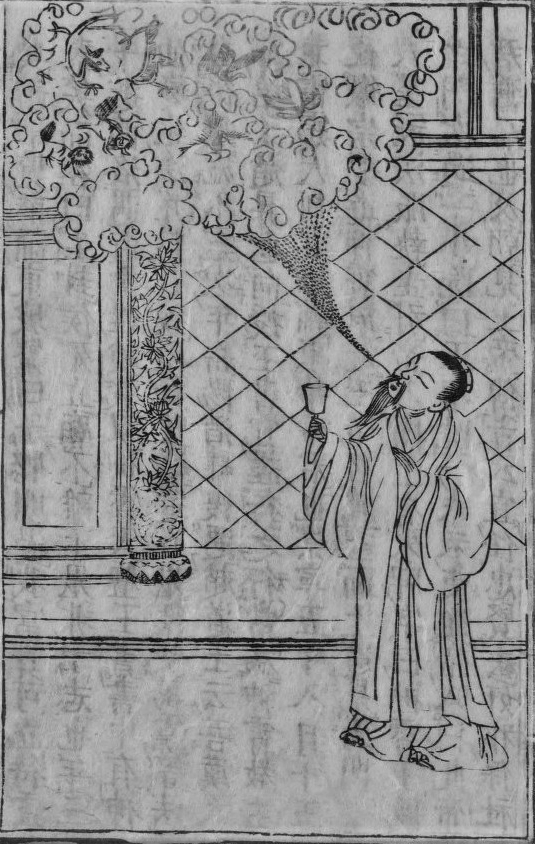
林霊素『有象列仙全傳』の挿絵

林 霊素（林靈素、りん れいそ、熙寧9年（1076年）- 宣和2年（1120年））は、北宋の道士。北宋第8代皇帝徽宗に取り入り、仏教弾圧事件を引き起こした中心人物とされる。政和4年（1114年）頃に皇帝に拝謁し、その後権勢を恣にしたが、 1119年（宣和元年）に皇帝の信任を失い追放された。

## 経歴
『宋史 巻462 巻四百六十二 列伝第二百二十一 方技下 林霊素の条』冒頭に、次のように記されている。
林霊素は温州生まれの人物である。若いころ浮屠（ブッダ）を学んだが、師の笞・罵りに耐えられず、やめて道士となった。妖幻を良くし、淮河－泗河間を行き来し、僧寺に食を丐（乞）うていたが、僧寺からも苦しめられていた。 政和末、王老志・王仔昔が既に衰え、徽宗が左道録司 (zh) の徐知常に推薦できる方士（道士）はいないかと訪ねたところ、霊素の名を答えた。
林霊素が徽宗皇帝に取り入ったのは、皇帝自身が道教神であり、さらに『水滸伝』でお馴染みの蔡京や童貫・側室なども天の官吏であるという説を説いたことによる。もう一つの林霊素専伝とされる道教神仙伝記集『歴世真仙体道通鑑 巻53』は、情報量は多く林霊素誕生の奇瑞や彼が開封に乗り込む以前の事績が記述されているが、徐知常が林霊素を徽宗皇帝に紹介したという事跡は含まれていない。『宋史』には、この後に林霊素が帝前で件の説を述べ、徽宗が心酔したという逸話が記されている。
既見、（林霊素）大言して曰く、「天に九霄有って、而して最高は神霄といい、その治するところを府と曰う。神霄玉清王は、上帝の長子で、主は南方にあり、長生大帝君と號す、陛下こそが是れで、既に世に下降せり、その弟は青華帝君と號し、主は東方にあり、領之を攝する。己（林霊素）は府の仙卿を褚慧と曰い、また下降し帝君の治を佐くる」。さらに謂う「蔡京を左元仙伯と為し、王黼を文華吏と為し、盛章・王革も園苑寶華吏と為し、鄭居中・童貫及び諸の巨閹（大物の宦官）も皆同じである。寵愛される劉氏は、九華玉真安妃である」。帝の心はこの事を獨喜し、通真達霊先生の號を賜り、賞賚は計り知れなかった。
『宋史 巻462 林霊素の条』の最後に記載される林霊素失脚の経緯は以下の逸話である
林霊素が開封にあって4年ほど経ると，その放埓さは愈々慎みがなくなってきた。（あるとき）道で皇太子に遇ったが避けもしなかった。太子は入訴、帝は怒り、太虚大夫に格下げし、故郷の温州に帰郷を命じた。
その後、林霊素は没したが、その伝は文献によって異なる。『歴世真仙体道通鑑』の記述では坐化（端坐したまま絶命）したとされるが、同書にある辞世の頌の文面から宮川尚志は、坐化したのは宣和2年（1120年）8月15日と推定している。

## 注・出典
1. ↑  宮川尚志による推定年：『林霊素と宋の徽宗』p.1-2 。諸説あるが、この記事では宮川説を採る。
2. ↑  諸説あり、宮川尚志による推定年：『林霊素と宋の徽宗』p.3 。
3. ↑  『宋史巻462』に伝記あり。政和4年（1114年）に死去。
4. ↑  『宋史巻462』に伝記あり。政和6年（1116年）に失脚。
5. ↑  『宋史』に伝記はない。
6. ↑  久保田和男 『北宋徽宗時代と首都開封』 p.628 。
7. ↑  窪徳忠『北宋の徽宗の仏教弾圧事件』p.8 。
8. ↑  明節皇后。皇后は追贈。
9. ↑  原文は「林靈素，温州人。少從浮屠學，苦其師笞罵，去為道士。善妖幻，往來淮、泗間，丐食僧寺，僧寺苦之。政和末，王老志、王仔昔既衰，徽宗訪方士於左道録徐知常，以靈素對。既見，大言曰：「天有九霄，而神霄為最高，其治曰府。神霄玉清王者，上帝之長子，主南方，號長生大帝君，陛下是也，既下降於世，其弟號青華帝君者，主東方，攝領之。己乃府仙卿曰褚慧，亦下降佐帝君之治。」又謂蔡京為左元仙伯，王黼為文華吏，盛章、王革為園苑寶華吏，鄭居中、童貫及諸巨閹皆為之名。貴妃劉氏方有寵，曰九華玉真安妃。帝心獨喜其事，賜號「通真達靈先生」，賞賚無算。」 中国語版ウィキソースに本記事に関連した原文があります：宋史/卷462
10. ↑  四十五歳勞生、浮名満世崢嶸。只記神霄舊路、中秋月上三更。
11. ↑  ミヤカワ ヒサユキ、1913 - 2006年。東海大学教授。専門は中国史、魏晋南北朝時代。
12. ↑  長野工業高等専門学校, 一般科, 教授